# الثقافة الأمريكية الإفريقية
تعني الثقافة الأفريقية الأمريكية، المعروفة أيضا باسم ثقافة الزنوج الأمريكان في الولايات المتحدة، المساهمات الثقافية للأميركيين الأفارقة في ثقافة الولايات المتحدة؛ إما كجزء منها أو كجزء مستقل عن الثقافة الأميركية. إن الهوية المتميزة لثقافة الأميركيين الأفارقة متجذرة في التجربة التاريخية للأميركيين الأفارقة من عامة الشعب، بما في ذلك الرحلة الوسطى. فالثقافة على حد سواء متميزة ومؤثرة بشكل كبير في الثقافة الأميركية ككل.
تتجذر ثقافة الأميركيين الأفارقة في غرب ووسط أفريقيا. حينما نفهم هويتها ضمن ثقافة الولايات المتحدة بالمعنى الأنثروبولوجي، فإننا نعي أن أصولها إلى حد كبير هي مزيج من الثقافات الغربية والأفريقية الوسطى. على الرغم من أن العبودية حدت إلى حد كبير من قدرة الأمريكيين من أصل أفريقي لممارسة تقاليدهم الثقافية الأصلية، فإن العديد من الممارسات والقيم والمعتقدات لازالت على قيد الحياة، وقد عُدلت و/أو مُزجت بمرور الوقت مع الثقافات الأوروبية والثقافات الأخرى مثل تلك خاصة الهنود الحمر. تأسست هوية الأميركيين الأفارقة خلال فترة العبودية، وأدت إلى إنتاج الثقافة الديناميكية التي أثرت ولا يزال لها تأثير عميق على الثقافة الأميركية ككل، فضلا عن التأثير على العالم الواسع.
كانت الطقوس والاحتفالات الأخرى جزءا مهما من ثقافة الأجداد الأمريكيين من أصل أفريقي. الكثير من تقليديا المجتمعات الغربية الأفريقية تعتقد أن الأرواح عاشت في الطبيعة المحيطة بها. من هذا المنطلق، أنهم تعاملوا مع بيئتهم بكثير من الرعاية الحذرة. كما اعتقدوا عموما أن مصدر الحياة الروحية موجود بعد الموت، وأن الأجداد في هذا المجال الروحي يمكنهم بعد ذلك التوسط بين الخالق الأسمى وبين الأحياء. كان يتم عرض التكريم والصلاة إلى هؤلاء «الأفراد من الأجداد» روح ذلك الماضي. يعتقد الغرب أفريقيين أيضا في سيطرة الأرواح. [2]
في بداية القرن الثامن عشر بدأت المسيحية في الانتشار في كافة أنحاء شمال أفريقيا؛ بدأ هذا التحول في الدين بعرض الممارسات التقليدية الروحية الإفريقية. جلب الأفارقة المستعبدين هذه الدينامية الدينية المعقدة ضمن ثقافتهم إلى أمريكا. قدم هذا الانصهار في المعتقدات الأفريقية التقليدية مع المسيحية أمرا مشتركا لأولئك الذين يمارسون الدين في أفريقيا وأمريكا.
بعد التحرر، استمرت التقاليد الأفريقية الأمريكية الفريدة من نوعها في الازدهار، كتقاليد مميزة أو ابتكارات جذرية في الموسيقى، والفن، والأدب، والدين، والطبخ، وغيرها من المجالات. إعتقد علماء الاجتماع القرن العشرين، مثل غونار ميردال، أن الأمريكيين من أصل أفريقي قد فقدوا أغلب العلاقات الثقافية المرتبطة مع أفريقيا. إلا أن الأبحاث الميدانية الأنثروبولوجية التي كتبها هيرسكوفيتس وغيرهم أظهرت أن هناك سلسلة متصلة من التقاليد الأفريقية بين الأفارقة في الشتات. إن التأثير الأكبر للممارسات الثقافية الأفريقية على الثقافة الأوروبية تم العثور عليها تحت خط ماسون ديكسون في أمريكا الجنوبية.
لسنوات عديدة تطورت ثقافة الأميركيين الأفارقة بمعزل عن الثقافة الأوروبية الأمريكية، وذلك بسبب الرق واستمرار التمييز العنصري في أمريكا، فضلا عن رغبة الأميركيين الأفارقة أحفاد الرقيق لخلق التقاليد الخاصة بهم والحفاظ عليها. أصبحت اليوم ثقافة الأميركيين الأفارقة جزءا كبيرا من الثقافة الأمريكية ومع ذلك، وفي الوقت نفسه، لا تزال هيئة ثقافية متميزة.

## تاريخ الأميركيين الأفارقة الثقافي
منذ الأيام الأولى من العبودية الأمريكي في القرن السابع عشر، سعى مالكي العبيد لممارسة السيطرة على عبيدهم من خلال محاولة تجريدهم من ثقافتهم الأفريقية. ومع ذلك فإن العزلة المادية والتهميش الاجتماعي للعبيد الأفارقة، وبعد ذلك لذريتهم الحرة، سهلت الإبقاء على عناصر هامة من الثقافة التقليدية بين الأفارقة في العالم الجديد عموما، والولايات المتحدة على وجه الخصوص. حاول أصحاب الرقيق متعمدين قمع التنظيم السياسي أو الثقافي المستقل من أجل التعامل مع العديد من المتمردين العبيد أو حركات المقاومة التي حدثت في الولايات المتحدة، والبرازيل، وهايتي، وغيانا الهولندية.
لقد شكلت الثقافات الأفريقية، والرق، وتمرد العبيد، وحركات الحقوق المدنية السلوكيات الأفريقية الأمريكية الدينية والعائلية والسياسية والاقتصادية. إن البصمة الأفريقية واضحة في عدد لا يحصى من المجالات: في السياسة، والاقتصاد، واللغة، والموسيقى، وتسريحات الشعر، والأزياء، والرقص، والدين، الطبخ، والنظرة العالمية.
في المقابل، فإن الثقافة الأفريقية الأمريكية كان لها تأثيرا منتشرا، ورد فعل تحولي على العديد من عناصر الثقافة الأمريكية السائدة. وعملية التبادل للإبداع المتبادل هذه تسمى تهجين اللغة. [[7 وبمرور الوقت، أصبحت ثقافة العبيد الأفارقة وأحفادهم في كل مكان من حيث تأثيرها ليس فقط على الثقافة الأمريكية السائدة، ولكن على الثقافة العالمية كذلك.[9]

## التقاليد الشفهية
قام مالكي العبيد بالحد أو بحظر تعليم الأميركيين الأفارقة المستعبدين لأنهم كانوا يخشون تمكين تملكهم وبالتالي يلهمهم أو يمكن الطموحات التحررية. في الولايات المتحدة، التشريعات التي حرمت العبيد من التعليم الرسمي على الأرجح ساهمت في على الحفاظ على تقاليد شفهية قوية، وهي سمة مشتركة بين الثقافات الأفريقية الأصلية.[10] أصبحت التقاليد الشفوية المبنية على أساس أفريقي الوسيلة الأساسية للحفاظ على التاريخ، والأعراف، وغيرها المعلومات الثقافية بين الناس. كان هذا يتفق مع ممارسات الراوي الأميركي الأفريقي للتاريخ الشفوي في العديد من الثقافات الأفريقية وغيرها التي لا تعتمد على الكلمة المكتوبة. تناقلت العديد من هذه العناصر الثقافية من جيل إلى جيل من خلال رواية القصص. قدمت الحكايات الشعبية إلى الأمريكيين من أصل أفريقي الفرصة لإلهام وتثقيف بعضهم البعض.[10]
ومن الأمثلة على ذلك من الحكايات الشعبية للأميركيين الأفارقة حكايات الأرنب برير [11] وحكايات بطولية مثل تلك التي كان يحكيها جون هنري.[12] ساعدت قصص العم ريموس من قبل جويل تشاندلر هاريس على جلب الحكايات الشعبية للأميركيين الأفارقة إلى تبني معتاد.[13] لم يُقدِر هاريس مدى تعقيد القصص ولا قدرتها على التأثير الدائم على المجتمع.[14] الروايات الأخرى التي تظهر كزخارف هامة متكررة في الثقافة الأفريقية الأمريكية هي «تبيين القرد»، «القصة التألق»، والأسطورة الخاصة بستاغر لي.
يظهر إرث التقاليد الشفوية من أصل إفريقي في أشكال متنوعة. يميل الدعاة الأميركيين الأفارقة إلى القيام بإدلاء الحديث البسيط في الخطبة. ويتم نقل عاطفة موضوع الحديث من خلال لهجة المتحدث، ودرجة ارتفاع الصوت، والإيقاع، والتي تميل إلى عكس ارتفاع التفاعل، والذروة، والتفاعل التنازلي مع الخطبة. وغالبا ما يتم وضع الغناء، والرقص، والآية، والتوقف المؤقت المنظم طوال الخطبة. الدعوة والرد هي عنصر آخر سائد في التقاليد الشفوية من أصل إفريقي. كما أنها تتجلى في العبادة في ما يشار إليه عادة باسم «ركن آمين». في تناقض مباشر مع التقاليد الحديثة في الثقافات الأمريكية والغربية الأخرى، فهو من المقبول والمتعارف عليه في رد فعل الجمهور لمقاطعة المتحدث وتأكيد حديثه.[15] وهذا النمط من التفاعل هو أيضا يتجلى في في الموسيقى، وخاصة في أشكال موسيقى البلوز والجاز. هنالك جانب آخر من التقاليد الشفوية المتمثل في الإطناب المغالى فيه والاستفزازي، وحتى التحريضي في لغة وبيان الأميركيين الأفارقة، وفي كثير من الأحيان يبدو جليا في المنبر في تقليد يشار إليها أحيانا باسم «الخطاب النبوي».[16]
تشمل جوانب أخرى من التقاليد الشفوية للأميركيين الأفارقة العشرات، مما هو ذي دلالة، والحديث الهابط، والقافية، والانعكاس الدلالي والتلاعب بالألفاظ، وكثير منها قد وجدت طريقها إلى تعميم الثقافة الشعبية الأميركية وأصبحت ظواهر الدولية.[17]
لكلمة الفنية المحكية هي مثال آخر على كيفية تأثير التقاليد الشفوية للأميركيين الأفارقة على الثقافة الشعبية الحديثة. يوظف فنانين الكلمة الفنية المحكية نفس التقنيات التي يوظفها الدعاة الأميركيين الأفارقة بما في ذلك الحركة، والإيقاع، ومشاركة الجمهور.[18] وقد شوهدت موسيقى الراب في ثمانينيات القرن الماضي وما بعدها كامتدادا للثقافة الشفوية.

### نهضة هارلم
المقالة الرئيسية: نهضة هارلم
حدث أول اعتراف عام رئيسي للثقافة الأفريقية الأمريكية خلال عصر نهضة هارلم لرائدها آلان لوك. اكتسب كل من الموسيقى، والأدب، والفن من أصل إفريقي في عشرينيات وثلاثينيات القرن الماضي اشتهار واسع. الكتاب مثل زورا نيل هيرستون ونيلا لارسن والشعراء مثل لانغستون هيوز، كلود مكاي، وكاونتي كولين كتبوا أعمالا تصف التجربة الأفريقية الأمريكية. ودخلت كل من موسيقى الجاز، والتأرجح، والبلوز والأشكال الموسيقية الأخرى ضمن الموسيقى الشعبية الأميركية. الفنانين الأميركيين الأفارقة مثل ويليام جونسون وبالمر هايدن وضعوا أعمال فنية فريدة من الفن تضم الأميركيين الأفارقة.[17]
كانت نهضة هارلم أيضا وقتا يتسم بزيادة المشاركة السياسية للأميركيين الأفارقة. بين الحركات السياسية الأفريقية الأمريكية البارزة التي تأسست في أوائل القرن العشرين هم جمعية الزنوج المتحدون والجمعية الوطنية لتقدم الملونين. بدأ أمة الإسلام، وهي حركة دينية شبه إسلامية بارزة، أيضا في وقت مبكر من بداية ثلاثينيات القرن الماضي.[19]
الحركة الثقافية الأفريقية الأمريكية [عدل]
انظر أيضا:

#### قوة السود وحركة فنون السود
جاءت حركة قوة السود في ستينيات وسبعينيات القرن الماضي في أعقاب حركة الحقوق المدنية الأمريكية المناهضة للعنف. روجت الحركة للكبرياء العنصري والتماسك العرقي في مناقضة التركيز على تكامل حركة الحقوق المدنية، وتبنت الموقف الأكثر تشددا في مواجهة العنصرية.[20] وأيضا الهمت نهضة جديدة في التعبير الأدبي والفني للأمريكيين من أصل إفريقي يشار إليها عادة على أنها حركة الأمريكيين من أصل إفريقي أو «حركة فنون السود.»
شكلَ أعمال الفنانين في التسجيلات الشعبية مثل نينا سيمون («شباب وموهوبين وسود») وإمبريشون («استمر في الدفع»)، وكذلك الشعر، والفنون الجميلة، والأدب في ذاك الوقت، وعكسَ نمو الوعي العرقي والسياسي. [21] من بين أبرز الكتاب في حركة الفنون الأفريقية الأمريكية كانت الشاعرة نيكي جيوفاني؛[22] الشاعر والناشر دون ل. لي، الذي أصبح لاحقا يعرف باسم حاكي مادحوبوتي؛ الشاعر والكاتب المسرحي ليوري جونز، عُرف فيما بعد باسم أميري بركة؛ وسونيا سانشيز. كان من بين بعض الكتاب المؤثرين الآخرين إد بولينز، دادلي راندال، ماري إيفانز، جون جوردان، لاري نيل، وأحمس زوبولتون.
وثمة جانب رئيسي آخر في حركة الفنون الأفريقية الأمريكية تمثلت في ضخ الجمالية الأفريقية، والعودة إلى حساسية الثقافة الجماعية والاعتزاز العرقي الذي كان جليا كثيرا أثناء نهضة هارلم وفي الاحتفالية الزنجية في الأوساط الفنية والأدبية في الولايات المتحدة ومنطقة البحر الكاريبي، والقارة الأفريقية في وقت سابق ما يقرب من أربعة عقود: فكرة أن «الأسود جميل.»
خلال هذا الوقت، كان هناك تجدد في الاهتمام، واحتضان لعناصر الثقافة الأفريقية ضمن الثقافة الأفريقية الأمريكية التي تم قمعها أو تخفيض قيمتها لتتوافق مع المركزية الأوروبية لأمريكا. اكتسبت تسريحات الشعر الطبيعية، مثل الأفرو، والملابس الخاصة بالأفارقة، مثل الداشيكي، شعبية. الأهم من ذلك، شجعت جمالية الأميركيين الأفارقة الكبرياء على الصعيد الشخصي والوعي السياسي بين الأميركيين الأفارقة.[23]

## الفنون

### الأدب
يعتبر الأدب الأمريكي الأفريقي له جذوره العريقه في تقاليد الرق الأفارقة في أمريكيا ويأتي ذللك من خلال استخدام الرق القصص والأساطيروالموسيقى. ولقد أثرت هذه القصص على العديد من الكتاب والشعراء الأمريكين الأفارقة في القرن الثامن عشر مثل فيلس وايتلي واولده كوينو. ولقد اشتهر هؤلاء الكتاب من خلال قصص الرق تحديدا. وخلال نهضة هارلم في اوائل القرن العشرون اهتم العديد من الكتاب والشعراء في قضية التمييز العنصري في أمريكا، مثل لينقستون هيوز ودبيليو أي بي دبوز وبوكر دي واشنتون . فخلال فترة المطالبة بالحقوق المدنية اهتم العديد من الكتاب  بالكتابة عن عدد من المشاكل المتداولة في مجتمع السود منها مشاكل الفصل العنصري والقمع ونذكر من هؤلاء الكتاب ريتشرد رايت وجيمس بالد وين وجويندولين بروكس. ولايزال هذا التقليد مستمر حتى اليوم بجهود هؤلاء الكتاب الذين يعدون جزء لا يتجزء من الأدب الأمريكي الذين حصدت أعمالهم العديد من الجوائز وتصدرت قائمة الكتب الأفضل مبيعا، مثل قصة عائلة أمريكية بقلم أليكس هالي واللون البنفسجي بقلم اليس واكر ومحبوب بقلم توني موريسن الحائز على جائزة نوبل، وكذلك هناك أعمال الخيال بقلم اوكتافيا بتلر ووالتر موسلي.

### المتاحف
ظهرت حركة المتحف الأمريكي الأفريقي خلال خمسينيات وستينيات القرن الماضي للحفاظ على تراث التجربة الأفريقية الأمريكية ولضمان ترجمتها وتفسيرها الصحيح في التاريخ الأمريكي. وغالبا ما توجد المتاحف المتخصصة بالتاريخ الأمريكي الأفريقي  في أحياء السود. ولقد اسس العديد من الأمريكيون الأفارقة عددا من المؤسسات مثل المتحف والمكتبة الأمريكية الأفريقية في اوكلاند والمتحف الأفريقي الأمريكي في كليفلاند ومتحف ناتشز للتاريخ والثقافة الأفريقية الأمريكية، وذلك لهدف التعليم والبحث عن التاريخ الثقافي والذي يعد حتى الآن غير موثقة كتابيا.

## الدين

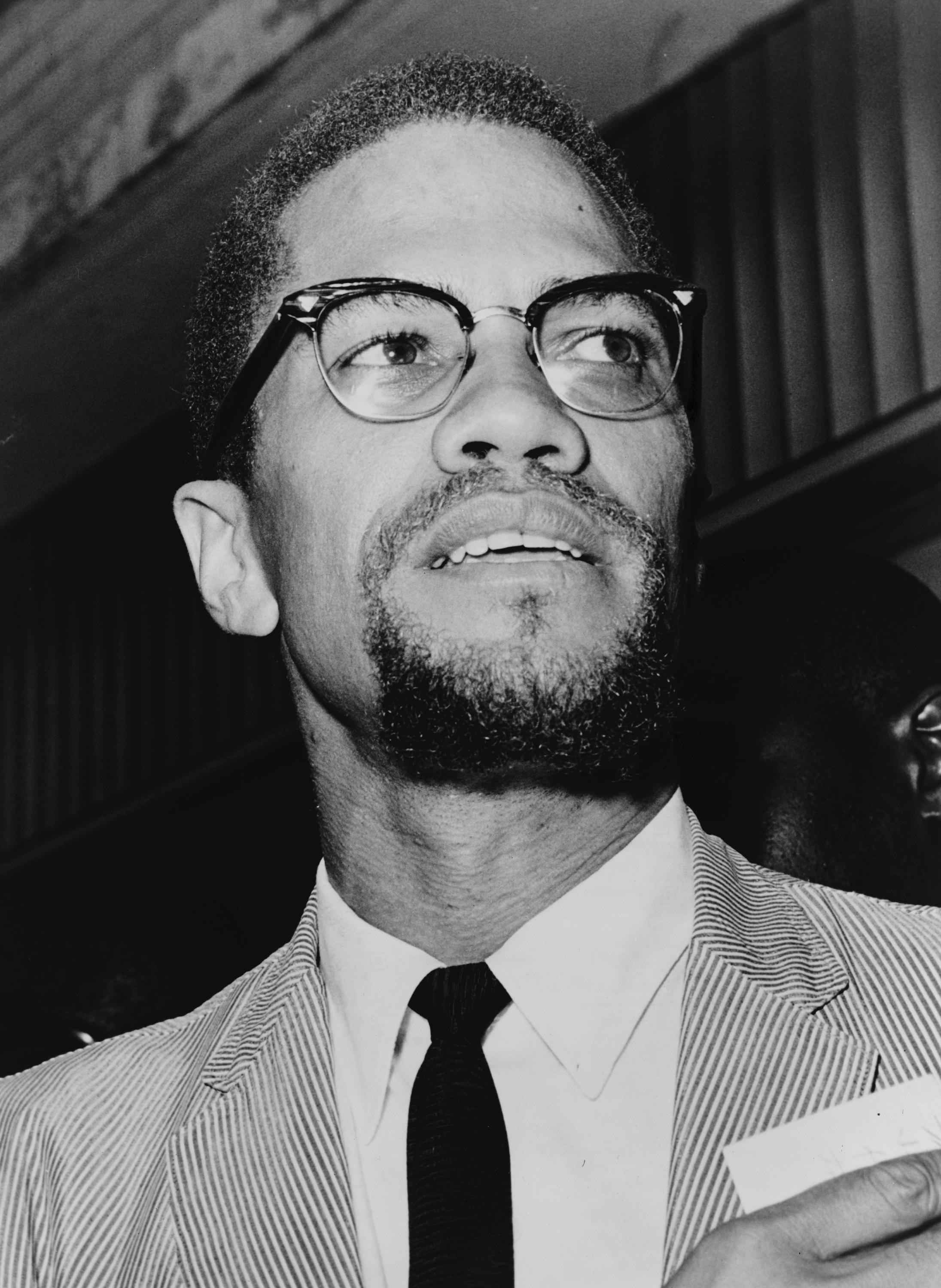
مالكوم اكس واحد من أشهر الشخصيات الأفريقية الأمريكية التى أعلنت إسلامها.

### الإسلام
أجيال قبل تجارة المحيط الأطلسي للرق، كان الإسلام دين مزهر غرب أفريقيا نظرا لطريقة أنتشاره السلمية عبر تجارة الصحراء الكبرى بين القبائل الشهيرة في الصحراء الجنوبية وبين العرب والبربر في شمال أفريقيا. ولقد وضح العالم الغرب أفريقي تشيك انتا ديوب وفقا لما شهده «أن السبب الرئيسي وراء انتشار الإسلام في أفريقيا السوداء هو انتشارة السلمي عبر المسافرون الأفراد من العرب البربر الذين قصدوا ملوك السود والوجهاء منهم والذين بدورهم نشروة لمن هم تحت سلطتهم.»  ولقد استطاع العديد من رق الجيل الأول على الحفاظ على هويتهم المسلمة بينما لم يستطع أحفادهم ذلك بسبب تنصيرهم قصرا أو المضايقات الواقعة عليهم عند ممارستة شعائرهم الدينية كما في القضية البروتستانتية والكاثلوكية.
وفي عصر ما بعد الرق وتحديدا خلال فترة الكساد، ظهر الإسلام مجددا بشكل واضح ومثير للجدل في المجتمع الأفريقي الأمريكي. وكان اولها هو المعبد الأمريكي البربري الذي أسسة نوبل درو علي، وكان لعلي تأثير واضح جدا على والسي فارد الذي بدورة أسس القومية السوداء المسلمة في ثلاثينيات القرن الماضي والتي ترأسها اليجه محمد عام 1934. كما فعل مالكوم اكس والذي بدوره دعم الأمه الإسلامية عام 1964، ولازال العديد من المسلمين السود يتبعون تعاليم الدين الإسلامي.
ولقد التحق العديد من أعضاء المنظمة بالمذهب السني الإسلامي بعدما ترأس وارث دين محمد المنظمة بعد وفاة والدة عام 1975, ونشر تعاليم القرآن الكريم بين الأعضاء.  ولقد اظهر استفتاء قام به مجلس العلاقات الأمريكيه الإسلامية. ان ثلاثون بالمئة من المساجد السنية تنتمي للأمريكين الأفارقة، ويصنف معظم المسلمون الأمريكين من اصل أفريقي على انهم مسلمون سنه مشكلين 2% من تعداد الأمة الإسلامية.

## المطبخ

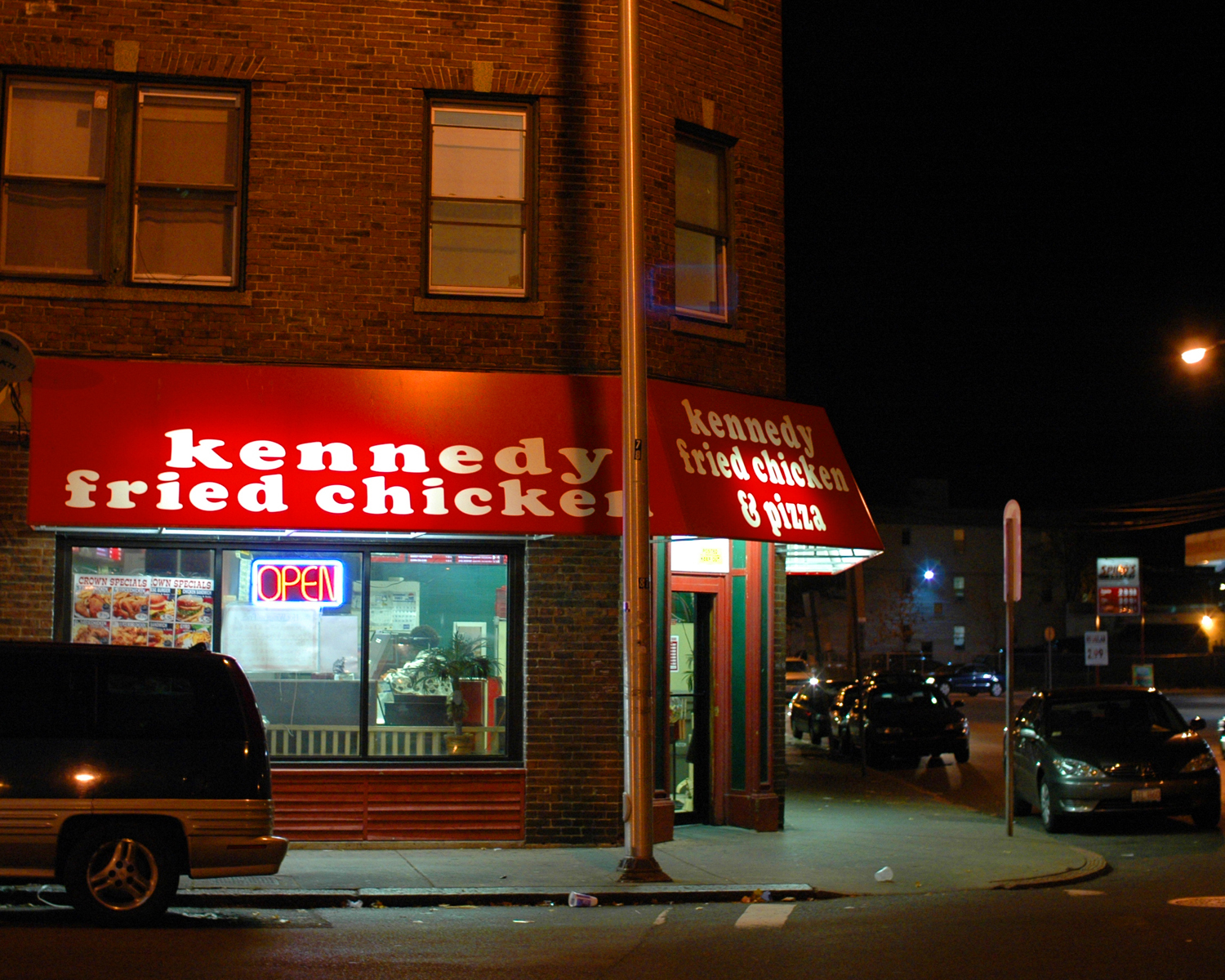
يعتبر مطعم كندي للدجاج المقلي من أشهر المطاعم التي تقم الطعام الأمريكي الأفريقي، وله عده فروع داخل مجتمع السود.

جاء استخدام المنتجات الزراعية في الولايات المتحدة الأمريكية مثل اليام والفول السوداني والأرز والبامية وصبغة النيلة والبرغل والقطن نتيجة تأثير الثقافة الأفريقية . ويعكس المطبخ الأمريكي الأفريقي صورة  الفقر والقمع العنصري والاقتصادي في ذلك الوقت.  وفي فترة الرق لم يكن يسمح للعبيد بأكل قطع مساوية من اللحم وحتى بعد التحرير لم يستطع الأغلبية على تحمل نفقتها بسبب الفقر.

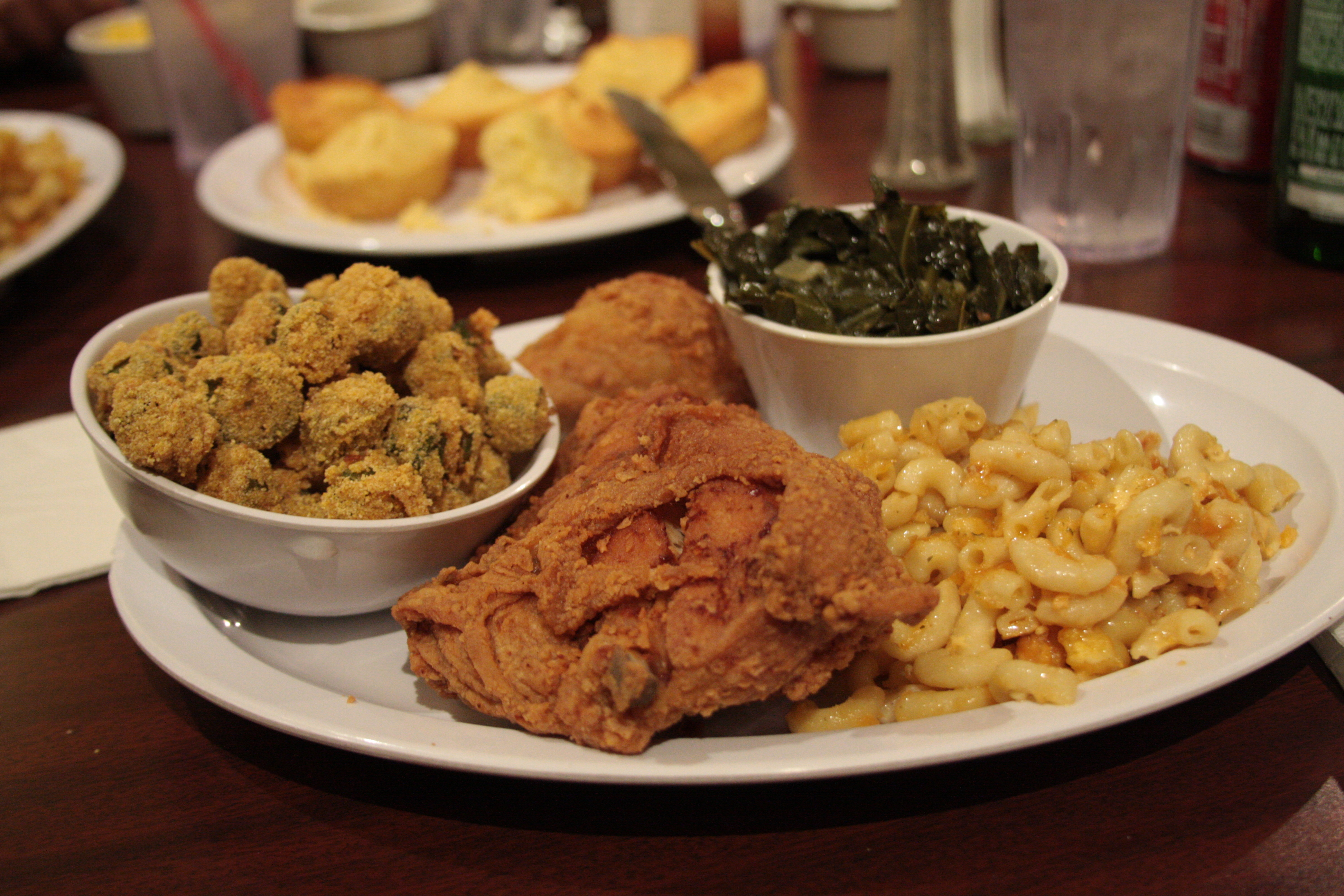
صورة للطعام التقليدي الأفريقي والذي يتكون من الدجاج المقلي مع المعكرونة بالجبن بجانبه صحن من الكرنب الأخضر ومخبوز البامية المقلية وخبز الذرة.

يشتهر طعام السول الأمريكي الأفريقي في الجنوب خاصة وفي المجتمع الأفريقي الأمريكي عامه ويعتبر من ضمن الأطعمة الضارة بالصحة . والتي يستخدم فيها منتجات رخيصة تم الحصول عليها من خلال الزراعة وصيد الحيوانات والأسماك.
يتم غلي أمعاء الخنزير وقليها لصنع السجق . اما عراقيل الخنزير وعظام الرقبة تستخدم كمنكهات للشوربة والحبوب والخضروات المسلوقة مثل، اللفت والكرنب والخردل. ويعتبر الدجاج المقلي والأسماك والمعكرونة بالجبن وخبز الذرة والفاصوليا السوداء مع الأرز من الأطباق الشهيره، اما الأرانب والأبسوم أو مايعرف بالفأر الكيسي والسناجب والطيور المائية كانت جزء لايتجزء من المطبخ الريفي للسود، خاصة الريف الجنوبي . يتسم  الطعام الأفريقي الأمريكي أو ما يعرف بطعام سول بدسامته العاليه ونسبة الصوديوم والنشاء المرتفعه، والتي اتت لتناسب نمط حياتهم في السابق الذي كان يتطلب مجهود جسدي عالي مثل الزراعة اليدوية والحياة الريفية عموما. اما في العصر الحالي يعد هذا النظام عامل مساهم في أمراض عدة مثل السمنة وأمراض القلب والسكري، لذلك لجأ العديد من الأشخاص الي استخدام بدائل صحية في تحضير هذا النوع من الطعام مثلا استبدال الدهون المتحولة بالزيوت النباتية ولحم الديك الرومي المدخن بدلا من اللحوم الدسمة ومنتجات لحم الخنيز المقدد كذلك تقليل نسبة استهلاك السكر المكرر في الحلويات ومحاولة استبدالها بالفاكهة واخيرا استبدال البروتين الحيواني بالنباتي ومحاولة تقليل مدة الطهي التقليدية، لكن بالمقابل هناك عدة أصوات ترفض هذا التغير ومحاولة الخروج عن التقاليد.

## الأسماء
على الرغم من شيوع الأسماء الأمريكية الأفريقية في الولايات المتحدة الا أن ظاهرة الأسماء الأفريقية الأمريكية المتميزه والمختلفة  بدأت بالظهور مع الثقافة الأفريقية الأمريكية. فقبل ستينيات وخمسينيات القرن الماضي كانت الأسماء الأفريقية الأمريكية مشابهه للأسماء في الثقافة الأوروبية الأمريكية. ومع بدأ تشكل التقاليد في فترة الستينات والسبعينات في أمريكا، صحب بروز حركة الحقوق المدنية في منتصف القرن الماضي تغير وتعدد كبير بالأسماء في مناطق عدة، خصوصا مع اتخاذ الأسماء الأفريقية والإسلامية الجديدة رواجا كبيرا في تلك الفترة .ساهمت الجهود المبذولة لإستعادة التاريخ الأفريقي بإلهام العديد لاختيار أسماء ذات دلالة ثقافية عميقة. اما في السابق فلقد كان استخدام الأسماء الأفريقية غير شائع وذلك بسبب سلب أجيال عدة من الرق لأسماء أجدادهم وعائلاتهم واستبدالها بأسماء أوروبية من قبل ملاكهم والتي كان معضمها من أصل انجلو.
ترجع الأسماء الأفريقية الأمريكية لعدة أصول منها فرنسي ولاتيني وانقليزي وكذلك عربي وأفريقي، والدين الإسلامي واحد من أهم المؤثرات على الأسماء الأفريقية، فلقد دخلت الأسماء الإسلامية ضمن الثقافة الشائعة مع بروز الأمة الإسلامية التي ركزت على الحقوق المدنية لدى الأمريكيون السود. فأسم عائشة يعد من أشهر الأسماء والذي يرجع أصلة إلى القرآن الكريم. وبصرف النظر عن أصل هذه الأسماء في الدين الإسلامي ومكانة الأمة الإسلامية في حركة الحقوق المدنية فلقد كانت الأسماء مثل جمال وماليك لها شعبية ورواج كبير بين الأمريكيون السود المسلمون وغيرهم بدليل انها لازالت تستخدم حتى الآن، كذلك ظهور الأسماء الأفريقية الأصل مثل اشانتي وتنيشا وعاليه ومليكا.
وفي سبعينات وثمانينات القرن الماضي أصبح من الرائج جدا استحداث الأسماء الجديده وإملائها والتي استحدث اغلبها من الأسماء الشائعة ذلك الوقت، والتي كانت تبدأ أغلبها ب لالي ودادي وراري وجاجي وتنتهي بأيكيو وايكوو وايشا واون واوون. اخيرا فحتى مع ظهور هذه الأسماء الجديدة لايزال استخدام الأسماء الأوروبية والدينية المسيحية شائعا بين الأمريكين الأفارقة.